# Alexandre Romantchouk
Pour les articles homonymes, voir Oleksandr Romanchuk.
Alexandre Vladimirovitch Romantchouk (en russe : Александр Владимирович Романчук), né le 15 avril 1959 à Lougansk en république socialiste soviétique d'Ukraine, est un officier russe.
Il est chef de l'Académie militaire des forces armées de la fédération de Russie puis, depuis 2019, colonel général des forces armées de la fédération de Russie. En juin 2023, il devient commandant du groupe des forces armées russes dans la zone de Zaporijia.

## Biographie
Alexandre Romantchouk termine l'École supérieure de commandement interarmes de Bakou, Azerbaïdjan RSS (en) en 1980, et l'Académie militaire des troupes blindées R.Y. Malinovsky (en) en 1989, et enfin l'Académie militaire de l'état-major des Forces armées de la fédération de Russie en 2008.
De novembre 2003 à juillet 2006, il est commandant de la 4e division blindée de la Garde.
De juin 2008 à juillet 2009, il est chef d'état-major de la 41e armée, en juillet 2009 et jusqu'à août 2010, la 41e armée est stationnée à Novossibirsk.
D'août 2010 à janvier 2011, il est commandant par intérim des troupes de la 29e armée du district militaire oriental, comprenant l'ancien district militaire sibérien, situé sur le territoire du kraï de Transbaïkalie
Par décret du président de la fédération de Russie du 9 janvier 2011, Alexandre Romantchouk est nommé commandant de la 29e armée.
Le 22 février 2013, il est promu au grade de lieutenant général.
En juillet 2014, il est nommé commandant adjoint des troupes de la région militaire Sud. En 2016, il est premier conseiller militaire en Syrie, durant l'intervention militaire de la Russie en Syrie.
En 2019, il est nommé chef de l'Académie interarmes des forces armées de la fédération de Russie.
Le 22 septembre 2023, Romantchouk aurait été gravement blessé après une frappe ukrainienne sur le quartier-général de la flotte russe de la mer Noire ; la Russie n'a pour l'heure pas confirmé l'information. La presse ukrainienne cite néanmoins le nom de Romantchouk parmi les victimes du bombardement du 22 septembre 2023. Il se trouverait dans un état très grave. Ce serait le cas également du lieutenant-général Oleg Tsekov qui serait sans connaissance. Les renseignements proviennent de Kyrylo Boudanov, chef de la Direction générale du renseignement du ministère de la Défense ukrainien.

## Récompenses
- Ordre du Courage (2016), « pour le courage; la bravoure et le dévouement sont il a fait preuve dans l'accomplissement de son devoir militaire »
- Ordre russe du Mérite militaire
- Médaille de l'ordre du mérite de la patrie du deuxième degré représentant des épées
- Médaille de participant à l'intervention militaire de la Russie en Syrie
- Spécialiste militaire émérite de la fédération de Russie